# Gagea chrysantha
Gagea chrysantha är en liljeväxtart som först beskrevs av Jan, och fick sitt nu gällande namn av Schult. och Julius Hermann Schultes. Gagea chrysantha ingår i Vårlökssläktet och i familjen liljeväxter. Inga underarter finns listade.